# Guido Mensching
Guido Mensching (* 26. Februar 1963) ist ein deutscher Romanist.

## Leben
Er studierte von 1984 bis 1990 spanische, italienische und deutsche Philologie in Köln und Sevilla. Von 1990 bis 1999 war er wissenschaftlicher Mitarbeiter/Assistent am Institut für Sprachliche Informationsverarbeitung, Universität zu Köln. Von 1991 bis 1994 unternahm er mehrere Forschungsreisen nach Paris und Sevilla im Rahmen von DAAD geförderten Projekten zum Französischen und Spanischen. Nach der Promotion 1992 hielt er sich 1995 in Princeton im Rahmen eines DAAD-geförderten Projekts mit dem Institute for Advanced Study auf. Nach der Habilitation 1997 vertrat er von 1997 bis 1999 eine C3-Professur für Historisch-Kulturwissenschaftliche Informationsverarbeitung an der Universität zu Köln. 1999 erhielt er einen Ruf auf eine C4-Stelle für romanische Sprachwissenschaft an der FU Berlin. 1999 vertrat er eine C3-Professur für Romanische Sprachwissenschaft (Französisch und Spanisch) an der Universität Konstanz. 1999 erhielt er einen Ruf auf eine C3-Stelle für romanische Sprachwissenschaft an der Universität Konstanz (abgelehnt). 2000 nahm er den Ruf auf eine C4-Stelle für romanische Sprachwissenschaft an der FU Berlin an. 2007 erhielt er einen Ruf auf eine W3-Professur für romanische Sprachwissenschaft an der Universität Leipzig.
2008 lehnt er diesen Ruf ab; Umstellung der C4-Professur in Berlin auf eine W3-Professur. Seit 2008 ist er Mitglied des DFG-Fachkollegiums 104 Sprachwissenschaften (2012 wiedergewählt). Im September 2012 erhielt er einen Ruf auf eine W3-Professur für romanische Sprachwissenschaft an der Georg-August-Universität Göttingen (Annahme). Seit April 2013 hat er die W3-Professur für romanische Sprachwissenschaft an der Georg-August-Universität Göttingen inne.

## Schriften (Auswahl)
- La sinonima delos nonbres delas medeçinas griegos e latynos e arauigos. Estudio y edición crítica. Madrid 1994, ISBN 84-7635-151-8.
- Infinitive Constructions with Specified Subjects. A Syntactic Analysis of the Romance Languages. Oxford 2000, ISBN 0-19-513303-X.
- Einführung in die sardische Sprache. Bonn 2004, ISBN 3-86143-149-1.
- mit Gerrit Bos und  Julia Zwink: Medical Glossaries in the Hebrew Tradition: Shem Tov Ben Isaac, Sefer Almansur. With a Supplement on the Romance and Latin Terminology. Leiden 2017, ISBN 978-90-04-35202-5.